# Rivière d'Argent (Antoine-Labelle)
Pour les articles homonymes, voir Rivière d'Argent.
La rivière d'Argent est un tributaire du réservoir Baskatong, au Québec, au Canada. La zone de tête de la rivière d'Argent se situe dans le territoire non organisé du Lac-Oscar et l'embouchure dans le territoire non organisé du Lac-Douaire, dans la municipalité régionale de comté (MRC) de Antoine-Labelle, dans la région administrative des Laurentides.
La rivière d'Argent coule en territoire forestier où la foresterie constitue l'activité économique prédominante. Les activités récréotouristiques se sont développés au XXe siècle. La surface de la rivière est habituellement gelée de la mi-novembre à la mi-avril.

## Géographie
Le bassin versant de la rivière d'Argent comporte un ensemble de plans d'eau importants dans la zone nord du réservoir Baskatong.
Le Grand lac Huard (altitude : 413 m) constitue le plan d'eau de tête de la rivière d'Argent. Il est situé dans le territoire non organisé du Lac-Oscar, dans la municipalité régionale de comté d'Antoine-Labelle. Long de 2,1 km dans le sens nord-sud, ce lac est alimenté du côté nord par trois petits lacs et du côté sud-ouest par la décharge de deux lacs : Petit lac Bois Franc (altitude : 414 m) et Petit lac à Foin (altitude : 416 m). L'embouchure est située au fond d'une baie au sud du lac.
Parcours de la rivière d'Argent en aval du Grand lac Huard (segment de 26,0 km)
À partir de l'embouchure du Grand lac Huard, la rivière d'Argent coule sur :
- 2,5 km vers le sud-ouest, puis le sud-est, en traversant un lac de marais jusqu'à son embouchure au sud ;
- 1,0 km de décharge vers le sud-est, jusqu'à la rive ouest du Petit lac Huard ;
- 1,3 km vers le nord-est en traversant le Petit lac Huard (altitude : 378 m) sur sa pleine longueur ;
- 2,1 km vers le sud-ouest, en traversant le lac de la Montagne (altitude : 378 m) lequel est connecté au Petit lac Huard ;
- 2,3 km vers le sud-ouest jusqu'à la décharge d'ensemble de lacs : Grand lac à Foin, Grand lac Bois Franc (altitude : 430 m) et lac Diadème (altitude : 418 m). Cette décharge traverse une zone de marais longue de 1,9 km ;
- 2,5 km vers le sud-ouest, jusqu'à la décharge du lac Vaseux (altitude : 355 m) ;
- 1,2 km vers le sud-ouest, jusqu'à la décharge d'une série de plans d'eau : marais Marche-Montréal, lac Jacques et lac Pierre ;
- 8,8 km vers le sud, en formant plusieurs serpentins, jusqu'à la décharge du lac Loutre (venant de l'ouest) ;
- 2,0 km vers le sud jusqu'à l'embouchure du Grand lac Sapin (long de 1,1 km ; altitude : 290 m)) que le courant traverse sur sa pleine longueur. Ce lac est alimenté par le lac Castor (venant de l'ouest) ;
- 2,3 km vers le sud-est en recueillant la décharge du Petit lac Forgeron, jusqu'à l'embouchure du lac Brignolet (altitude : 281 m), que le courant traverse sur sa pleine longueur (0,9 km). Ce dernier lac reçoit les eaux du ruisseau de la Montagne.

Parcours de la rivière d'Argent en aval du lac Brignolet (segment de 21,3 km)
À partir de l'embouchure du lac Brignolet, le courant de la rivière d'Argent coule sur :
- 2,4 km vers le sud en traversant une zone de marais et un petit lac, jusqu'à la rive nord du lac Chopin (altitude : 246 m) ;
- 6,3 km vers le sud-ouest en traversant sur 5,8 km le lac Chopin (long de 6,2) et un segment de rivière de 0,5 km ;
- 5,5 km vers le sud en traversant le lac des Polonais (altitude : 240 m), jusqu'à son embouchure située au sud ;
- 0,6 km vers le sud en traversant la passe à l'Ours qui relie les lacs des Polonais et la baie Tapani ;
- 2,4 km vers l'ouest en traversant la baie Tapani (altitude : 240 m) sur 1,7 km, la Petite passe du Foster et le Petit lac du Foster sur 0,7 km, jusqu'à son embouchure situé à l'ouest ;
- 4,1 km vers le nord-ouest en traversant la Grande passe du Foster sur 0,9 km et la Baie des Chaleurs sur 3,2 km (incluant la baie du nord-est).

Parcours de la rivière d'Argent en aval du lac Foster (segment de 26,7 km)
À partir du barrage à l'embouchure du lac Foster, la rivière d'Argent descend sur :
- 0,8 km en faisant une boucle vers le sud, jusqu'au barrage du lac Foster ;
- 1,7 km vers l'ouest, en traversant le lac Croche (altitude : 236 m), jusqu'à son embouchure ;
- 2,7 km vers le sud-ouest, en traversant la partie sud-ouest du lac Courtois, jusqu'à son embouchure. Ce lac reçoit par le nord-ouest les eaux du ruisseau Courtois ;
- 2,0 km vers le sud-ouest jusqu'à la longue baie de la partie ouest du lac Georges ;
- 2,8 km vers le sud-ouest en traversant le lac Georges (altitude : 227 m) jusqu'à son embouchure située au sud ;
- 2,6 km vers le sud-ouest en traversant le lac du Chêne (altitude : 227 m) sur sa pleine longueur ;
- 3,4 km vers le sud-ouest en traversant le lac Cocanagog (altitude : 227 m). Ce dernier est connecté avec le lac Piscatosine ;
- 8,0 km vers le sud-ouest en traversant le lac Piscatosine (altitude : 227 m) jusqu'à l'embouchure située au sud-ouest du lac ;
- 2,7 km en traversant vers l'ouest un détroit, pour aller se déverser dans la rivière Notawassi[1].

De là, le courant de la rivière Notawassi descend vers le sud-ouest sur 4,4 km pour se déverser dans le réservoir Baskatong.

## Toponymie
Le toponyme rivière d'Argent a été officialisé le 14 juin 1976 à la Banque des noms de lieux de la Commission de toponymie du Québec.